# Farajallah el-Helou
 (juillet 2007).
Si vous disposez d'ouvrages ou d'articles de référence ou si vous connaissez des sites web de qualité traitant du thème abordé ici, merci de compléter l'article en donnant les références utiles à sa vérifiabilité et en les liant à la section « Notes et références ».
Farajallah El Helou (6 juin 1906 - 25 juin 1959) est un militant et chef du Parti communiste libanais.
Il est né le 6 juin 1906 dans la commune de Hosrayel au Mont-Liban d'une famille maronite conservatrice. Son père l'inscrit dans l'école publique à Byblos. Quand il finit ses études primaires il alla en Syrie pour faire des études en littérature. Il rencontra M. Beckdach, fondateur du parti du peuple syrien, ils devinrent amis. Vers la fin des années 1920 il revint au Liban et adhéra au PCL. Il participa à de nombreuses manifestations de paysans et fut l'une des figures de l'indépendance du Liban. Il prit la tête du PCLS (PC LIBANO-SYRIEN) au 1er congrès.
Le 20 juin 1959 il alla en Syrie clandestinement. Les services secrets de la République arabe unie le capturèrent le jeudi 25 juin. Il meurt le soir même sous l'action de la torture. Ils brulèrent son cadavre avec l'acide sulfurique et le jetèrent dans l'Euphrate.
En 1971 l'artiste soviétique Lev Alexandrov sculpta une statue du martyr Farajallah El Helou que les forces syriennes sabotèrent pendant la guerre de 1975. Le 19 septembre 2005, le PCL retoucha cette statue et la restaura. Plus de 30 000 militants communistes étaient présents lors de son retour sur la place de son village natal.